# 妙昌寺 (笛吹市)

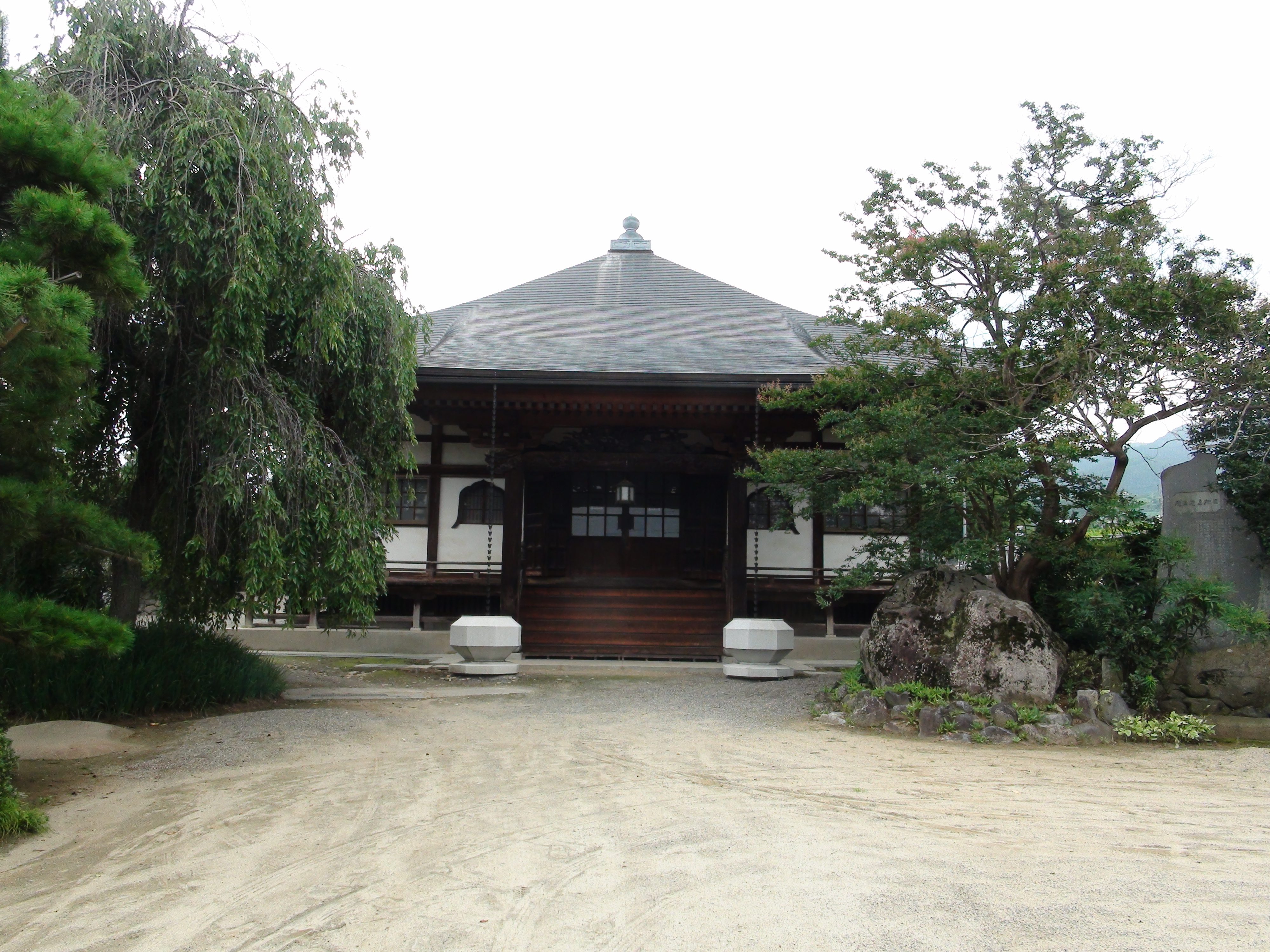
本堂（2014年7月13日撮影）

妙昌寺（みょうしょうじ）は、山梨県笛吹市八代町米倉にある日蓮宗の寺院。山号は米蔵山。本尊は十界曼荼羅。旧本山は、身延山久遠寺。

## 歴史
この寺の創建年代等については不詳であるが、元は長慶山古昌寺と号する真言宗の寺院であったが、1274年（文永11年）日蓮聖人がご一泊なされ、当時の住職が日蓮宗に改宗し、現在の山号・寺号となったと伝えられる。
なお、近所の笛吹市御坂町金川原の迎富士浅間神社の向かいに、日蓮聖人が御休息の際に、藤の蔓を噛み砕いて筆にした物でお曼荼羅を御宸筆されたと伝わる場所があり、石碑が立っている。

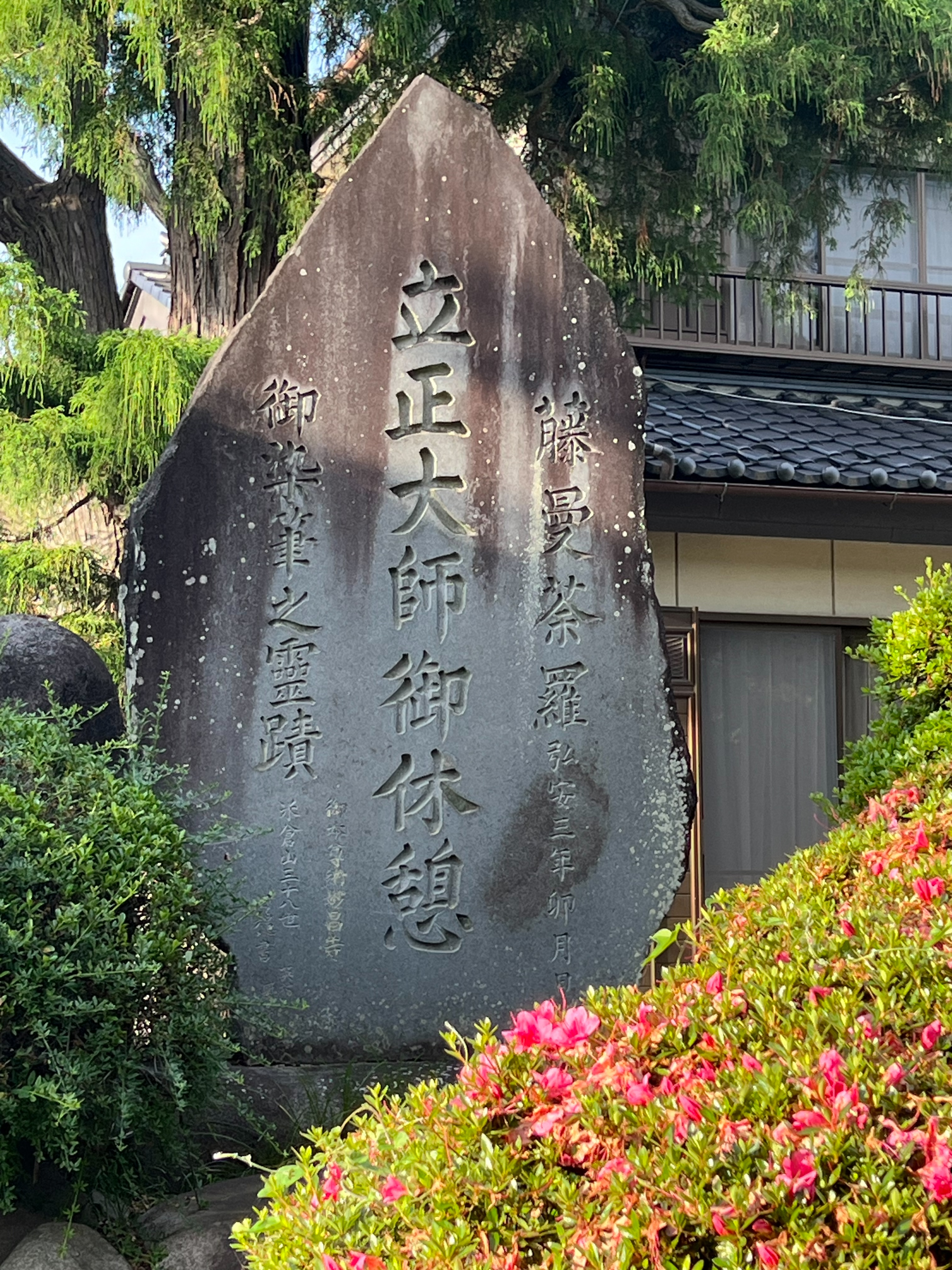
御宸筆藤曼荼羅石碑

## 旧末寺
嘗ては末寺7ケ寺を数えたが、日蓮宗は1941年（昭和16年）に本末を解体したため、現在では、旧本山、旧末寺と呼びならわしている。
- 文殊山妙油寺（笛吹市石和町東油川）
- 永立山本光寺（笛吹市八代町米倉）